# Römisch-katholische Kirche in Ungarn
Die römisch-katholische Kirche in Ungarn zählt sechs Millionen katholische Christen. Neben zwölf Diözesen, wovon vier Erzdiözesen sind, besteht für die ca. 290.000 griechisch-katholischen Christen des Landes, die ihren Gottesdienst nach byzantinischem Ritus feiern, drei Eparchien (Erzeparchie: Hajdúdorog). Der Erzbischof von Esztergom-Budapest ist zugleich Primas von Ungarn.

## Liste der Bistümer Ungarns

Die Bistümer der lateinischen Kirche in Ungarn

Die Diözesen der Ungarischen griechisch-katholischen Kirche

Lateinische Kirche
- Erzbistum Eger
  - Bistum Debrecen-Nyíregyháza
  - Bistum Vác
- Erzbistum Esztergom-Budapest
  - Bistum Győr
  - Bistum Székesfehérvár
- Erzbistum Kalocsa-Kecskemét
  - Bistum Pécs
  - Bistum Szeged-Csanád
- Erzbistum Veszprém
  - Bistum Kaposvár
  - Bistum Szombathely
- Territorialabtei Pannonhalma
- Ungarisches Militärordinariat

Ungarische griechisch-katholische Kirche
- Erzeparchie Hajdúdorog
  - Eparchie Miskolc
  - Eparchie Nyíregyháza

Das Zentralorgan der ungarischen Bischöfe ist die Ungarische Katholische Bischofskonferenz.

## Gerichtsbarkeit
Entsprechend der territorialen Gliederung bestehen als Kirchengerichte in der lateinischen Kirche 8 Diözesan- und 4 Metropolitangerichte, in der griechisch-katholischen Kirche 2 Diözesan- bzw. Eparchialgerichte und ein Metropolitangericht. Eine ungarische Besonderheit ist das Primatialgericht (lateinisch tribunal primatiale, ungarisch Prímási Bíróság), das ähnlich wie die Spanische Rota befugt ist, in dritter Instanz zu entscheiden.

## Verzeichnis der Nuntien
Der erste Apostolischer Nuntius des Heiligen Stuhls in Ungarn wurde 1920 durch Papst Benedikt XV. eingesetzt. Nach dem Zweiten Weltkrieg waren die diplomatischen Beziehungen bis 1990 unterbrochen. Die Nuntiatur befindet sich in der Hauptstadt Budapest.
- 10. August 1920 bis 3. Mai 1925: Lorenzo Schioppa (1871–1935)
- 2. Juni 1925 bis 18. März 1930: Cesare Orsenigo
- 20. März 1930 bis 6. April 1945: Angelo Rotta

- 28. März 1990 bis 8. Februar 1997: Angelo Acerbi
- 25. April 1997 bis 22. Februar 2003: Karl-Josef Rauber
- 9. April 2003 bis 10. April 2011: Juliusz Janusz
- 6. Juni 2011 bis Dezember 2017: Alberto Bottari de Castello
- 4. Juli 2018 bis 31. Dezember 2021: Michael August Blume
- seit 3. Mai 2022: Michael Wallace Banach